# Gran Premi del Canadà del 2014
El Gran Premi del Canadà de Fórmula 1 de la temporada 2014 s'ha disputat al Circuit Gilles Villeneuve de Mont-real, del 6 al 8 de juny del 2014.

## Resultats de la qualificació
| Pos                  | No | Pilot             | Constructor          | Part 1       | Part 2   | Part 3   | Sortida |
| -------------------- | -- | ----------------- | -------------------- | ------------ | -------- | -------- | ------- |
| 1                    | 6  | Nico Rosberg      | Mercedes             | 1:16.471     | 1:15.289 | 1:14.874 | 1       |
| 2                    | 44 | Lewis Hamilton    | Mercedes             | 1:15.750     | 1.15.054 | 1:14.953 | 2       |
| 3                    | 1  | Sebastian Vettel  | Red Bull-Renault     | 1:17.470     | 1:16.109 | 1:15.548 | 3       |
| 4                    | 77 | Valtteri Bottas   | Williams-Mercedes    | 1:16.772     | 1:15.806 | 1:15.550 | 4       |
| 5                    | 19 | Felipe Massa      | Williams-Mercedes    | 1:16.666     | 1:15.773 | 1:15.578 | 5       |
| 6                    | 3  | Daniel Ricciardo  | Red Bull-Renault     | 1:17.113     | 1:15.897 | 1:15.589 | 6       |
| 7                    | 14 | Fernando Alonso   | Ferrari              | 1:17.010     | 1:16.131 | 1:15.814 | 7       |
| 8                    | 25 | Jean-Éric Vergne  | Toro Rosso-Renault   | 1:17.178     | 1:16.255 | 1:16.162 | 8       |
| 9                    | 22 | Jenson Button     | McLaren-Mercedes     | 1:16.631     | 1:16.214 | 1:16.182 | 9       |
| 10                   | 7  | Kimi Räikkönen    | Ferrari              | 1:17.013     | 1:16.245 | 1:16.214 | 10      |
| 11                   | 27 | Nico Hülkenberg   | Force India-Mercedes | 1:16.897     | 1:16.300 |          | 11      |
| 12                   | 20 | Kevin Magnussen   | McLaren-Mercedes     | 1:16.446     | 1:16.310 |          | 12      |
| 13                   | 11 | Sergio Pérez      | Force India-Mercedes | 1:18.235     | 1:16.472 |          | 13      |
| 14                   | 8  | Romain Grosjean   | Lotus-Renault        | 1:17.732     | 1:16.687 |          | 14      |
| 15                   | 26 | Daniïl Kviat      | Toro Rosso-Renault   | 1:16.938     | 1:16.713 |          | 15      |
| 16                   | 99 | Adrian Sutil      | Sauber-Ferrari       | 1:17.519     | 1:17.314 |          | 16      |
| 17                   | 13 | Pastor Maldonado  | Lotus-Renault        | 1:18.328     |          |          | 17      |
| 18                   | 4  | Max Chilton       | Marussia-Ferrari     | 1:18.348     |          |          | 18      |
| 19                   | 17 | Jules Bianchi     | Marussia-Ferrari     | 1:18.359     |          |          | 19      |
| 20                   | 10 | Kamui Kobayashi   | Caterham-Renault     | 1:19.278     |          |          | 211     |
| 21                   | 9  | Marcus Ericsson   | Caterham-Renault     | 1:19.820     |          |          | 20      |
| 107% temps: 1:21.052 |    |                   |                      |              |          |          |         |
| NC2                  | 21 | Esteban Gutiérrez | Sauber-Ferrari       | Sense temps2 |          |          | PL3     |
| Font:                |    |                   |                      |              |          |          |         |

Notes
- ^1  — Kamui Kobayashi fou penalitzat amb 5 posicions a la graella de sortida per substituir la caixa de canvi.[2]
- ^2  — Esteban Gutiérrez no va poder prendre part de la qualificació perquè va tenir un accident durant les pràctiques i l'equip no va tenir temps de reparar el vehicle a temps per la Q1.[3] Va poder prendre part de la sortida perquè els comissaris van decidir que havia superat el temps de tall (107%) durant els entrenaments lliures.[4]
- ^3  — Gutiérrez va prendre la sortida des del pit lane perquè va necessitar substituir la caixa de canvi degut a l'accident dels lliures.[5]

## Resultats de la Cursa
| Pos   | No | Pilot             | Constructor          | Voltes | Temps / Retirada   | Pos.Sortida | Punts |
| ----- | -- | ----------------- | -------------------- | ------ | ------------------ | ----------- | ----- |
| 1     | 3  | Daniel Ricciardo  | Red Bull-Renault     | 70     | 1:39:12.830        | 6           | 25    |
| 2     | 6  | Nico Rosberg      | Mercedes             | 70     | +4.236 s           | 1           | 18    |
| 3     | 1  | Sebastian Vettel  | Red Bull-Renault     | 70     | +5.247 s           | 3           | 15    |
| 4     | 22 | Jenson Button     | McLaren-Mercedes     | 70     | +11.755 s          | 9           | 12    |
| 5     | 27 | Nico Hülkenberg   | Force India-Mercedes | 70     | +12.843 s          | 11          | 10    |
| 6     | 14 | Fernando Alonso   | Ferrari              | 70     | +14.869 s          | 7           | 8     |
| 7     | 77 | Valtteri Bottas   | Williams-Mercedes    | 70     | +23.578 s          | 4           | 6     |
| 8     | 25 | Jean-Éric Vergne  | Toro Rosso-Renault   | 70     | +28.026 s          | 8           | 4     |
| 9     | 20 | Kevin Magnussen   | McLaren-Mercedes     | 70     | +29.254 s          | 12          | 2     |
| 10    | 7  | Kimi Räikkönen    | Ferrari              | 70     | +53.678 s          | 10          | 1     |
| 111   | 11 | Sergio Pérez      | Force India-Mercedes | 69     | Col·lisió          | 13          |       |
| 122   | 19 | Felipe Massa      | Williams-Mercedes    | 69     | Col·lisió          | 5           |       |
| 13    | 99 | Adrian Sutil      | Sauber-Ferrari       | 69     | + 1 volta          | 16          |       |
| 143   | 21 | Esteban Gutiérrez | Sauber-Ferrari       | 64     | Unitat de potència | PL          |       |
| Ret   | 8  | Romain Grosjean   | Lotus-Renault        | 59     | Alerons            | 14          |       |
| Ret   | 26 | Daniïl Kviat      | Toro Rosso-Renault   | 47     | Transmissió        | 15          |       |
| Ret   | 44 | Lewis Hamilton    | Mercedes             | 46     | Frens              | 2           |       |
| Ret   | 10 | Kamui Kobayashi   | Caterham-Renault     | 23     | Suspensions        | 21          |       |
| Ret   | 13 | Pastor Maldonado  | Lotus-Renault        | 21     | Unitat de potència | 17          |       |
| Ret   | 9  | Marcus Ericsson   | Caterham-Renault     | 7      | Pèrdua d'oli       | 20          |       |
| Ret   | 4  | Max Chilton       | Marussia-Ferrari     | 0      | Col·lisió          | 18          |       |
| Ret   | 17 | Jules Bianchi     | Marussia-Ferrari     | 0      | Col·lisió          | 19          |       |
| Font: |    |                   |                      |        |                    |             |       |

Notes
- ^1, 2, 3  — Sergio Pérez, Felipe Massa andi Esteban Gutiérrez no van acabar la cursa però es van classificar per haver disputat més del 90% de la distància de la cursa.[6]